# ZEN大学
ZEN大学（ゼンだいがく）は、日本の通信制大学。
公益財団法人日本財団とIT企業のドワンゴの提携により設立された学校法人日本財団ドワンゴ学園が2025年4月9日に開学した。
学部は「知能情報社会学部」のみ。1学年の定員は3500人。1期生は3380人が入学した。

## 沿革
- 2022年 3月2日 - 大学準備法人として一般社団法人角川ドワンゴ大学準備会（現・一般社団法人日本財団ドワンゴ学園準備会）を設立
- 2024年11月5日 - 文部科学省より設置認可を受けたことを受け、ZEN大学を運営する学校法人日本財団ドワンゴ学園を設立
- 2025年4月9日 - ZEN大学、開学。令和七年度入学式を実施[5]。

## 大学関係者
- 若⼭正⼈（ZEN大学 学長兼教授、学校法人日本財団ドワンゴ学園理事）
- 渡邉聡（ZEN大学 学部長兼副学長兼教授）
- 上山信一（ZEN大学 副学長兼教授）
- 東浩紀（教授）
- イヴァン・フェセンコ（教授）
- ⼭中伸⼀（学校法人日本財団ドワンゴ学園理事長）
- 山口真由（教授）